# Benjamin Limo
Benjamin Limo, född 23 augusti 1974, är en kenyansk friidrottare, vann 5000 m vid VM i friidrott 2005. Limo är även en framstående terränglöpare och vann terräng-VM 1999.

## Personliga rekord
- 1 500 meter 3.37,59     1 jan 1999
- 3 000 meter 7.28,67   Monaco   4 aug 1999
- 2 miles  8.10,59   Eugene, Oregon  28 maj 2006
- 5 000 meter 12.54,99   Paris Saint-Denis   4 juli 2003
- 10 000 meter 27.42,43   Hengelo  31 maj 2004
- 10 km  28.00   Mobile, Alabama  23 mars 2002
- Halvmaraton  1:02.01   Philadelphia, Pennsylvania  20 sept 2009
- Maraton  2:12.46   Amsterdam  19 okt 2008